# Arhaik
Arhaik  je geološki eon koji se nastavlja na hadij, a prije 2,5 milijarda godina prelazi u proterozoik. Njegova podjela ne temelji se na stratigrafiji, nego je zbog nedostatka fosila definirana radiometrijski. Donja granica nije priznata od ICS-a (Međunarodne stratigrafske komisije), ali obično se postavlja na 3,8 milijardi godina.

## Arhajska tektonika i postanak kontinenata
Početkom arhaika, toplinski tok Zemlje bio je gotovo tri puta veći od današnjeg te dvostruko veći od onoga u proterozoiku. Višak topline mogao je dolaziti od topline zaostale nakon prirasta planeta, dijelom od topline nastanka željezne jezgre, a djelomično uzrokovan većom rediogenetskom proizvodnjom topline od kratkoživućih nestabilnih elemenata poput uranija-235.
Zemlja u ranome arhaiku vjerojatno je imala različit tektonski stil – mnogo dinamičniji od današnjeg, zbog izrazitijih konvekcijskih strujanja u plaštu, čemu je uzrok bio već spomenuti veliki toplinski tok. Tektonika ploča omogućila je nastanak kontinenata, koji su se povećavali ili pretaljivanjem morske kore u zonama subdukcije, čime je procesima diferencijacije nastajala sve felzitnija magma, ili prirastom kontinenata sudarima manjih kontinentalnih masa. Neki geolozi smatraju da je prvotna kontinentalna kora nastala iznad vrućih točaka, a ne zona subdukcije.
Tim procesima u arhaiku nastali su prvi kratoni – prostori koji nisu deformirani od kambrija, a sastoje se od štita, magmatsko-metamorfnog kompleksa izloženog na površinu, te platforme, magmatsko – metamorfnog kompleksa prekrivenog slojem sedimentnih stijena. Zemljini kratoni i štitovi su: Kanadski štit (Sjeverna Amerika), Baltički štit (Europa), Sibirski kraton (Azija), Gvajanski štit, Brazilski štit, Patagonijski štit (Južna Amerika), Zapadnoafrički štit, Angola-kasai štit, Tanzanijski štit, Rodezijsko-transvalski štit (Afrika), Indijski kraton, Ygarn štit, Pilbara štit (Australija).
Iako je nekoliko mineralnih zrna starije, najstarije formacije stijena izložene na površini Zemlje su arhajske starosti ili neznatno starije. Arhajske stijene nađene su na Grenlandu, Kanadskom štitu, zapadnoj Australiji i južnoj Africi. Iako su prvi kontinenti nastali tijekom ovog eona, stijene te starosti čine samo 7% sadašnjih kratona na svijetu. Čak i kad uzmemo u obzir eroziju i uništenje nekadašnjih formacija, dokazi ukazuju da je samo 5 - 40% današnje kontinentalne kore nastalo tijekom arhaika.

## Arhajske stijene
Arhajske stijene kratona i štitova mogu se podijeliti u dvije skupine: granulite i greenstone. Za ove posljednje tipičan je slijed nekoliko međusobno oštro razdijeljenih tipova stijena. U donjem dijelu nalaze se ultrabazične stijene – komatiiti, iznad njih su bazalti s kloritom i hornblendom (koji im daju zelenu boju, po kojoj su i dobili ime), na kojima dalje slijede kiseliji eruptivi andezitnog i riolitnog sastava, a prekriveni su sedimentnim stijenama – šejlovima, grauvakama, konglomeratima te trakastim željezovitim formacijama (eng. Banded Iron Formations – BIF). 
Greenstonei imaju veliku gospodarsku važnost: uz ultrabazične dijelove često su vezana ležišta kroma i nikla, uz kiselije dijelove cinka, bakra, srebra i zlata, a uz sedimentne dijelove ležišta mangana, barita I željeza.
Što se tiče sedimentologije, u arhaiku nema diferencijacije taložnih okoliša jer nema ni velikih kontinentalnih prostora. Vrlo rijetko se mogu naći plitkomorske stijene s plitkomorskim teksturama, što ukazuje na nedostatak plitkomorskih šelfova u araiku – arhajski protokontinenti bili su vrlo strmih padina, malih dimenzija i neravne površine (poput današnjeg Islanda). Također nema ni sedimenata taloženih na kopnu, što se može objasniti ili malom površinom kontinenata ili erozijom i pretaljivanjem eventualno postojećih kopnenih sedimenata. Većinom se talože stijene koje ukazuju na dubokovodne facijese, poput šejlova i grauvaka, dok, kao i u hadiju, nema karbonata niti s njima asociranih evaporita. Osim niskog pH, što je uzrok nedostatku karbonata u hadiju, druga i izvjesnija mogućnost jest da je tome pogodovao nedostatak plitkih toplih mora u kojima se talože ove stijene. 

## Arhajski fosili
Iako nema nepobitnih dokaza kada je točno život prešao iz kemijske u organsku evoluciju, smatra se da se to dogodilo u intervalu od prije 3,5 – 4 milijardi godina. 
Najstariji nađeni fosili datiraju iz arhaika, točnije stari su 3,5 milijardi godina, a radi se o stromatolitima nađenim u australskom Pilbara štitu. Stromatoliti su posljedica djelovanja cijanobakterija, a nastaju pričvršćivanjem karbonatnog mulja na vlakanca cijanobakterija. Također su nađeni i ostatci samih cijanobakterija. Pored cijanobakterija, nađene su neidentificirane bakterije čije su se stanice prožimale piritom ili sideritom, zbog čega su uspjele ostaviti fosilni zapis.
U Fig tree grupi Južne Afrike, staroj 3,1 milijardi godina,  nađeni su crne ili tamnosive čestice raspršene organske materije, koje predstavljaju proizvode raspada klorofila. Takve fosile nazivamo kemijskim fosilima.
Neke željezovite stijene na jugu Grenlanda sadrže odnos 12C i 13C jednak onome u svim živim organizmima, što upućuje na prisutnost organske tvari u tim stijenama. Ti kemijski fosili stari su 3,8 milijardi godina. 
Pošto u arhajskim stijenama prevladavaju samo prokariotski organizmi,  arhaik možemo smatrati dobom prokariota. Ako su već tada postojali eukarioti, nisu sačuvani u fosilnome zapisu.

## Vanjske poveznice
|  | Zajednički poslužitelj ima još gradiva o temi Arhaik |